# Oxyphenisatine
Oxyphenisatine (hoặc oxyphenisatin) là thuốc nhuận tràng. Nó liên quan chặt chẽ với bisacodyl, natri picosulfat và phenolphthalein. Sử dụng lâu dài có liên quan đến tổn thương gan, và kết quả là, nó đã bị rút ở hầu hết các quốc gia vào đầu những năm 1970. Các dẫn xuất oxyphenisatine axetat dẫn xuất acetate cũng đã từng được sử dụng như một thuốc nhuận tràng.
Các hợp chất hóa học tự nhiên tương tự oxyphenisatine có thể có trong mận, nhưng một đánh giá gần đây về các tài liệu khoa học có liên quan cho thấy tác dụng nhuận tràng của mận là do các thành phần khác bao gồm các hợp chất phenolic (chủ yếu là axit neochlorogen và axit chlorogen) và sorbitol.

## Tổng hợp
Nhóm ketone của isatin (1) là không thể hòa tan và có các tính chất thú vị. Trong axit mạnh, nó trở nên bị proton hóa và oxy có thể được thay thế bằng các gốc giàu electron. 

Tổng hợp oxyphenisatin:

Năm 1885, người ta đã báo cáo rằng ngưng tụ isatin với phenol 2 dẫn đến 3, được Acetyl hóa thành (4). Oxyphenisatin có đặc tính cathartic.
- Triacetyldiphenolisatin (Laxagetten, Unilax, Trisatin), Nicoxyphenisatin & Cinnoxyphenisatin là các dẫn xuất hóa học.